# قرآن از منظر علی بن موسی الرضا
قرآن از منظر علی بن موسی الرضا، به نگرش علی بن موسی الرضا به عنوان امام هشتم شیعیان دوازده‌امامی به قرآن است.

## پیش‌زمینه
به عقیده شیعیان؛ قرآن در اندیشه، گفتار و کردار اهل بیت پیامبر اسلام تجسّم و عینیت تمام یافته‌است و سخن حکیمانه آنان، مستقیم یا غیر مستقیم، روشنگر آیات قرآن در ابعاد گوناگون آن است؛ از این رو یکی از رسالت‌های مهم امامان شیعه، تبلیغ دین اسلام، بیان احکام و تفسیر قرآن بوده‌است. میراث قرآنی و تفسیری باقی مانده از علی ابن موسی الرضا از نمونه‌های اعلی و عظیم ذخایر قرآنی تفسیر است و از آن جا که لطف و حکمت الهی همواره اقتضا کرده انسان را در پهنه طبیعت، بی‌راه و راهبر، رها نکند، میراث قرآنی را در میان خاندان نبوت دست به دست نموده تا به علی بن موسی الرضا رسید و او نیز وارث کتاب الهی و مفسر راستین قرآن شد. قرآن از مقام اعلی به مقام پائین سیر نزولی است و برعکس آن از مقام پائین به مقام بالا سیر صعود را طی می‌کند «إِنَّا جَعَلْنَاهُ قُرْآنًا عَرَبِیًّا لَّعَلَّکُمْ تَعْقِلُونَ وَإِنَّهُ فِی أُمِّ الْکِتَابِ لَدَیْنَا لَعَلِیٌّ حَکِیمٌ». جوادی آملی از مراجع تقلید و مفسران قرآن شیعه معتقد است که امامان شیعه بر اساس آیات قرآن و حدیث ثقلین، همتای قرآن بوده و تمسّک به یکی از آن دو، بدون دیگری، مساوی با ترک هر دو است و دستیابی به دین کامل، در پرتو تمسّک به آیات و روایات امکان‌پذیر است. در حقیقت، قرآن و عترت، عصاره نبوّت و تداوم بخش رسالت هستند و هدایت بشر را تا روز قیامت تضمین می‌کنند.

### همسانی پیامبر و جانشینانش در ولایت
جوادی آملی معتقد است که شناخت هر چیزی از سنخ همان چیز است و از آن جا که قرآن ریسمان متصلی است از باطن عالم حس تا آسمان عالم عقل، و پس از آن از عرش عقل تا قاب قوسین یا نزدیک تر است، چنگ زدن به هر حدی از آن، فقط با دست معرفتی شدنی است که هم سنخ آن حد باشد و شناخت نزدیک‌ترین حد آن یعنی حس و نیز بالاترین درجه یعنی شهود محض ایمانی، فقط برای دارای قلبی میسور است که دیده‌هایش را دروغ نمی‌پندارد و نیز دیده‌ای که بیناییش کند نمی‌شود و هرگز طغیان نمی‌کند و آن همان رسول خدا هستند؛ کسانی که از یک نورند. در مقام ولایت که باطن هر مقام است اعم از نبوت و رسالت و امامت میان پیامبر اسلام و اهل بیت او تمایزی نیست، بلکه تمایز در نبوت و رسالت پیامبر است.

#### آیات قرآن در شأن اهل بیت پیامبر
1. هَلْ أَدُلُّکُمْ عَلَی أَهْلِ بَیْتٍ یَکْفُلُونَهُ لَکُمْ.[۶] پس خواهر موسی آمد و گفت: آیا شما را به خانواده ای راهنمایی کنم که برای شما از وی سرپرستی کند؟. این آیه اشاره به جریان موسی در ایّام کودکی دارد که شیر هیچ دایه ای را در کاخ فرعون قبول نمی‌کرد. آن_گاه خواهر موسی به آن‌ها گفت: آیا مایلید که من شما را بر خانواده ای که دایه و پرستار این طفل شوند، راهنمایی کنم؟ مراد از اهل بیت در این آیه، واضح است و به کسی که در خانواده دایه و پرستار طفل است؛ یعنی مادر خانواده، اطلاق شده‌است.
2. قَالُواْ أَتَعْجَبِینَ مِنْ أَمْرِ اللهِ رَحْمَتُ اللهِ وَ بَرَکَتُهُ عَلَیْکُمْ أَهْلَ الْبَیْتِ.[۷] بعد از آنکه خداوند بشارت داشتن فرزند را به ساره همسر حضرت ابراهیم داده‌است، او به خاطر پیری خود و همسرش متعجّب شد؛ اما فرشتگان به او گفته‌اند: «آیا از کار خدا در شگفت هستی که رحمت و برکات خداوند مخصوص شما اهل بیت رسالت است. در این آیه نیز منظور از اهل بیت آشکار است و شامل خاندان و خانواده ابراهیم می‌باشد.
3. إِنَّمَا یُرِیدُ اللهُ لِیُذْهِبَ عَنکُمُ الرِّجْسَ أَهْلَ الْبَیْتِ وَ یُطَهِّرَکُمْ تَطْهِیرًا[۸] به راستی که خداوند، می‌خواهد پلیدی را از شما اهل بیت بزداید و کاملاً پاک و پیراسته تان نماید. با بررسی تفسیر و شأن نزول و سیاق آیات فوق، در می‌یابیم که در دو آیه اوّل، مراد از «اهل بیت» مشخّص بوده و دارای هیچ ابهامی نیست.

## دیدگاه علی بن موسی الرضا نسبت به قرآن
بخش عمده‌ای از گفتار و سیره علی بن موسی الرضا به شکل مستقیم یا غیر مستقیم به شرح، تبیین و عینیت بخشیدن کتاب خدا اختصاص دارد؛ بنابراین، می‌توان در دیدی فراتر به گزارش، شرح و تفسیر قرآن در سخنان علی بن موسی الرضا پرداخت. آنچه از وی در ابواب مختلف فقه یاد شده، به گونه‌ای تبیین و تفصیل آیات الاحکام و اوامر و نواهی الهی است یا آنچه درباره توحید، نبوت، امامت، معاد، ایمان و کفر و دیگر مسائل اعتقادی به جای مانده‌است، شرح و بسط معارف اعتقادی قرآن است. اندرزها، آداب و اخلاق علی بن موسی الرضا نیز توضیح آیه‌های اخلاقی قرآن می‌باشد

### جایگاه قرآن در رفتار و گفتار علی ابن موسی الرضا
- علی ابن موسی الرضا بسیار قرآن می‌خواند و همه را به خواندنش تشویق می‌کرد. اصرارش این بود که قرآن در متن زندگی قرار بگیرد و انسان در هر موقعیتی سراغش برود؛ برای مثال: «هر وقت از چیزی ترسیدی، صد آیه از قرآن مجید را از هر جا که خواستی، بخوان و بعد سه بار بگو: اللهم اکْشِف عنّی البَلاء.[۱۰]
- در فرازی از حدیثی که محمد بن موسی رازی از پدرش در مورد منزلت و فضیلت قرآن از علی بن موسی الرضا ذکر نموده چنین آمده‌است: «ذکرالرضا فی منزلة قرآن فعظّم الحجّة فیه والآیة والمعجزة فی نظمه»؛ او گرچه سخن علی ابن موسی الرضا دلایل اعجاز و نظم قرآن را ذکر نمی‌کند، ولی این عبارت وی دلالت دارد که آن حضرت، این مسئله را بسیار با اهمیت دانسته و از آن به عظمت یاد کرده‌است.[۱۱]
- از علی ابن موسی الرضا روایت‌هایی در شأن نزول برخی آیات و سور وارد شده‌است از جمله: علی ابن موسی الرضا در تفسیر سوره والیل اذا یغشی می‌گوید: این سوره دربارة ابودحداح است که درخت خرمای شخصی بخیل را که در خانة مرد انصاری بود و موجب اذیّت او می‌شد، در عوض خانه‌اش خرید و به آن مرد واگذار کرد.[۱۲]
- علی ابن موسی الرضا از پیامبر اسلام نقل می‌کند که گفت: من تلافیه شهر رمضان ایة من القرآن، کان له مثل أجر من ختم القرآن فی غیره من الشهور؛ کسی که یک آیه از قرآن در ماه رمضان بخواند مانند یک ختم قرآن است در ماه‌های دیگر[۱۳]

به گزارش رسول جعفریان، مأمون از حضور علی ابن موسی الرضا در نزد خود اظهار مباهات می‌کرد و از وجود او در تشکیل نشست‌ها و مناظره‌های علمی میان دانشمندان مذاهب مختلف بهره می‌برد. علی ابن موسی الرضا نیز چنین شرایط را فرصت مناسبی برای بیان حقایق دین اسلام و تبیین آموزه‌های قرآنی می‌دانستند و با بهرة فراوانی که در علم و دانش و اخلاق و معنویّت داشتند، به استدلال و گفت و گو با اهل دانش و مناظره می‌پرداختند
از آنجا که منبع دانش رضا، کتاب خدا و سنّت پیامبر اسلام بود؛ قرآن در بین مسلمانان آنقدر رفیع است که هیچ‌کس نمی‌تواند در برابر آن بی‌اهمیت باشد چه رسد به مقام امامت که خود را حافظ دین و حامی کتاب می‌داند. علی ابن موسی الرضا در ابعاد گوناگون از جمله بعد اجتماعی به رهنمودهای قرآن توجه است. از علی بن موسی الرضا منقول است که گفت: «و همانا که آن در کتاب اصلی (لوح محفوظ) به نزد ما سخت والا و پرحکمت است که ما آن را قرآنی به لسان فصیح عربی مقرر داشتیم تا مگر شما (بندگان در فهم آن) عقل و فکرت کار بندید.»